# معركة بلاسي

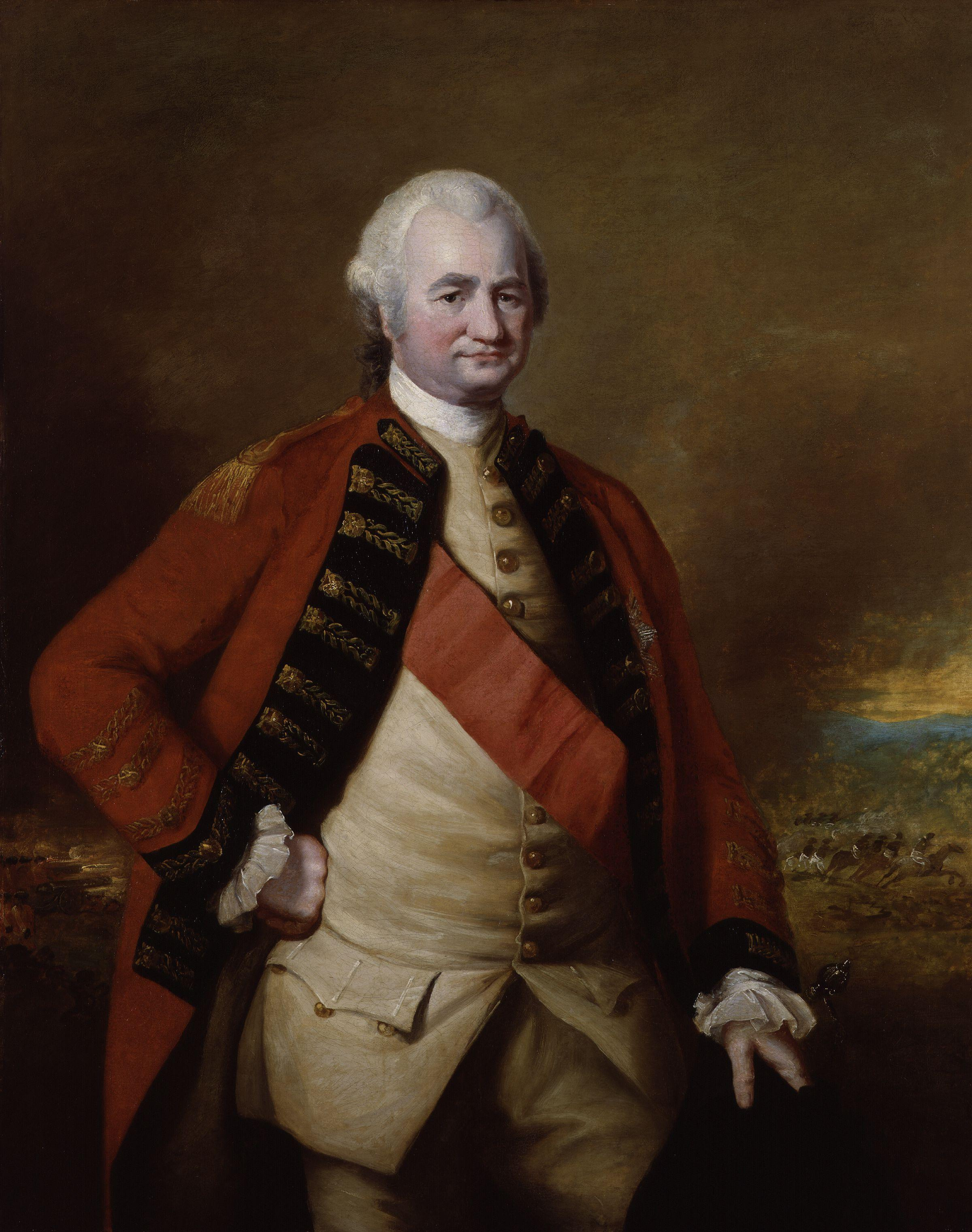
روبيرت كلايف (1773)

كانت معركة بلاسي (بالإنجليزية: The Battle of Plassey)‏ نصرًا ساحقًا لشركة الهند الشرقية البريطانية على نواب البنغال وحلفائه الفرنسيين في 23 يونيو 1757، بقيادة روبيرت كلايف، تحقق النصر بفعل ارتداد مير جعفر علي خان، الذي كان قائد الأركان لسراج الدولة. ساعدت المعركة الشركة في السيطرة على البنغال. خلال المئة عام اللاحقة، سيطروا على شبه القارة الهندية بالكامل وعلى ميانمار وعلى أفغانستان لفترة وجيزة.
وقعت المعركة في بلاشي (بالتعبير الإنجليزي: بلاسي) على ضفاف نهر هوغلي، على مسافة 150 كيلومتر (93 ميل) تقريبًا شمال كلكتا وجنوب مرشد آباد، ثم في عاصمة البنغال (حاليًا في منطقة نادية في البنغال الغربية). كان المتحاربون نواب سراج الدولة، آخر نواب مستقل للبنغال، وشركة الهند الشرقية البريطانية. أصبح سراج الدولة نواب البنغال في العام السابق، وأمر الإنجليز بإيقاف توسعة تحصيناتهم. رشا روبيرت كلايف مير جعفر، رئيس أركان جيش النواب، ووعده أيضًا بأن يجعله نواب البنغال. هزم كلايف سراج الدولة في بلاسي في عام 1757 وسيطر على كلكتا.
قبل المعركة هجم نواب سراج الدولة على كلكتا التي سيطر عليها البريطانيون وارتكب مذبحة الثقب الأسود. أرسل البريطانيون تعزيزات بقيادة العقيد روبيرت كلايف والأدميرال تشارلز واتسون من مدارس إلى البنغال واستعادوا السيطرة على كلكتا. بادر كلايف بعدها بالسيطرة على الحصن الفرنسي في تشانداناغار. بلغت ذروة التوترات والشكوك بين سراج الدولة والبريطانيين في معركة بلاسي. وقعت المعركة خلال حرب السنوات السبع (1756–1763)، في انعكاس لتنافسهما الأوروبي، أرسلت شركة الهند الشرقية الفرنسية قوة طوارئ صغيرة للقتال ضد البريطانيين. تمتعت قوات سراج الدولة بالتفوق العددي وتمركزوا في بلاسي. حاك البريطانيون، الذين كانوا قلقين من التفوق العددي للعدو، مؤامرة مع قائد جيش سراج الدولة المخفضة رتبته، مير جعفر، بالإضافة إلى آخرين مثل يار لوطوف خان وجاغات سيث (ماهتاب تشاند وسواروب تشاند)، وأوميتشاند وراي دورلاب. جمع مير جعفر وراي دورلاب ويار لوطوف خان قواتهم بالقرب من ساحة المعركة ولكنهم لم يتحركوا فعليًا للاشتراك في المعركة. هُزم جيش سراج الدولة البالغ عدده 50,000 جنديًا، مع 40 مدفعًا و10 أفيال حربية، بواسطة جيش العقيد روبيرت كلايف البالغ عدده 3,000 جنديًا، بسبب هروب سراج الدولة من ساحة المعركة وعدم مشاركة المتآمرين. انتهت المعركة خلال 11 ساعة.
اعتُبرت تلك المعركة أحد المعارك المفصلية في السيطرة على شبه القارة الهندية بواسطة القوى الاستعمارية. يتمتع البريطانيون الآن بتأثير كبير على النواب مير جعفر وبالتالي حصلوا على امتيازات كبيرة للخسائر السابقة بالإضافة إلى العائدات من التجارة. استخدم البريطانيون تلك العائدات لتطوير قوتهم العسكرية والدفع ببقية القوى الأوروبية الاستعمارية مثل الهولنديين والفرنسيين خارج جنوب آسيا، وبالتالي توسعة الإمبراطورية البريطانية.

## الخلفية
كان لشركة الهند الشرقية البريطانية وجود قوي في الهند من خلال المحطات الرئيسية الثلاثة في حصن سانت جورج في مدارس، وحصن ويليام في كلكتا، وقلعة مومباي في الهند الغربية.
كانت تلك المحطات رئاسات مستقلة حكمها رئيس ومجلس، عُينوا من قِبل مجلس الإدارة في إنجلترا. تبنى البريطانيون سياسة التحالف مع العديد من الأمراء والنواب، واعدين إياهم بالأمان من المغتصبين والمتمردين. عادة ما أعطاهم النواب امتيازات في مقابل الحصول على الأمان.
بحلول القرن الثامن عشر، توقفت المنافسة بالكامل بين شركة الهند الشرقية البريطانية ونظرائها الهولنديين والبرتغاليين. أسس الفرنسيون أيضًا شركة الهند الشرقية الفرنسية تحت حكم لويس الرابع عشر، وكان لها محطتان مهمتان في الهند – تشانداناغار في البنغال وبونديشيري على ساحل كارناتيك، حُكمت كلتاهما بواسطة رئاسة بونديشيري. كان الفرنسيون آخر الوافدين في التجارة الهندية، ولكنهم سرعان ما ثبتوا أقدامهم في الهند وكانوا مستعدين لانتزاع السيطرة من البريطانيين.

### حروب كارناتيك
اعتبُرت حرب الخلافة النمساوية (1740–1748) بداية الصراع على السلطة بين بريطانيا وفرنسا وبداية الهيمنة العسكرية والتدخل السياسي في شبه القارة الهندية. في سبتمبر 1746، رسى ماهيه دي لا بوردوناي في مدارس بصحبة أسطول بحري وحاصر المدينة الساحلية. كانت دفاعات مدارس ضعيفة، ولم تتحمل الحامية سوى ثلاثة أيام من القصف قبل أن تستسلم. وفرت شروط الاستسلام التي وافق عليها بوردونايز للمستعمرة أن تُفدى عن طريق مدفوعات نقدية بواسطة شركة الهند الشرقية البريطانية. ولكن هذا الامتياز عارضه جوزيف فرانسوا دوبلكس، الحاكم العام للممتلكات الهندية لشركة الهند الشرقية الفرنسية. حين غادر بوردونايز الهند في أكتوبر، خرق دوبلكس الاتفاقية. تدخل نواب كارناتيك، أنوارودين خان، ودعم الإنجليز وتقدمت القوات المختلطة لاستعادة مدارس، ولكن برغم التفوق العددي الكبير، تحطم الجيش بسهولة على يد الفرنسيين. انتقامًا لفقدان مدارس، حاصر الإنجليز، بقيادة الرائد لورانس والأدميرال بوسكاوين، بونديشيري ولكنهم اضطروا لرفع الحصار بعد واحد وثلاثين يومًا. أجبرت معاهدة إكس لا شابيل في عام 1748 دوبلكس على إعادة مدارس للإنجليز في مقابل لويسبورغ وجزيرة كيب بريتون في أمريكا الشمالية.
منعت معاهدة إكس لا شابيل الأعمال العدائية المباشرة بين القوتين، ولكنهما سرعان ما تورطا في أعمال عدائية غير مباشرة مثل إمدادات الأمراء المحليين في عداءاتهم. كان العداء الذي اختاره دوبلكس في الخلافة لمناصب آل نظام الملك في هضبة الدكن والنواب لمقاطعة كارناتيك التابعة. نصّب الإنجليز والفرنسيون مرشحيهم في المنصبين. في كلتا الحالتين، استولى مرشحا دوبلكس على العرش عن طريق التلاعب والاغتيالات. في منتصف عام 1751، حاصر مرشح الفرنسيين لمنصب النواب، شاندا صاحب، آخر قلاع المرشح البريطاني والاجاه في تيريوشيراببالي، حيث تحصن مع التعزيزات البريطانية. ساعدته قوة فرنسية بقيادة تشارلز ماركيز دي بوسي.
في 1 سبتمبر 1751، هجم 280 أوروبيًا و300 من السيبوي على أركوت، عاصمة كارناتيك، وسيطروا عليها بقيادة المقدم روبيرت كلايف، ليجدوا أن الحامية قد هربت في الليلة السابقة. كانوا آملين أن يدفع هذا الأمر بشاندا صاحب ليرسل بعض من قواته لاسترداد المدينة مرة أخرى من البريطانيين. أرسل شاندا صاحب قوة مكونة من 4,000 هنديًا بقيادة رازا صاحب بالإضافة إلى 150 فرنسيًا. حاصروا الحصن وأحدثوا ثغرة في الجدران في أماكن عدة بعد بضعة أسابيع. أرسل كلايف رسالة إلى موراري راو، أحد زعماء الماراثا الذي حصل على دعم لمساعدة والاجا، وكان متمركزًا في مرتفعات ميسوري. أرسل رازا صاحب، بعد معرفته بخطة الماراثا المباغتة، خطابًا إلى كلايف يطلب منه الاستسلام في مقابل كمية كبيرة من الأموال ولكن هذا العرض قوبل بالرفض. في صباح يوم 24 نوفمبر، حاول رازا صاحب شن هجوم أخير على الحصن، ولكن محاولته أُحبطت حين اندفعت أفياله الحربية فرارًا بسبب إطلاق البريطانيين للنار. حاولوا دخول الحصن من خلال الثغرة عدة مرات ولكن محاولاتهم قد باءت بالفشل. رُفع الحصار في اليوم التالي وهربت قوات رازا صاحب من المشهد، تاركين أسلحتهم وذخائرهم ومؤنهم. بعد نجاحهم في أركوت وكانتشيبورام وطيروشيربلي، أمّن البريطانيون كارناتيك، ونجح والاجا في الوصول إلى عرش النواب بالاتفاق في معاهدة مع الحاكم الفرنسي الجديد تشارلز غوديهو.

## معرض صور

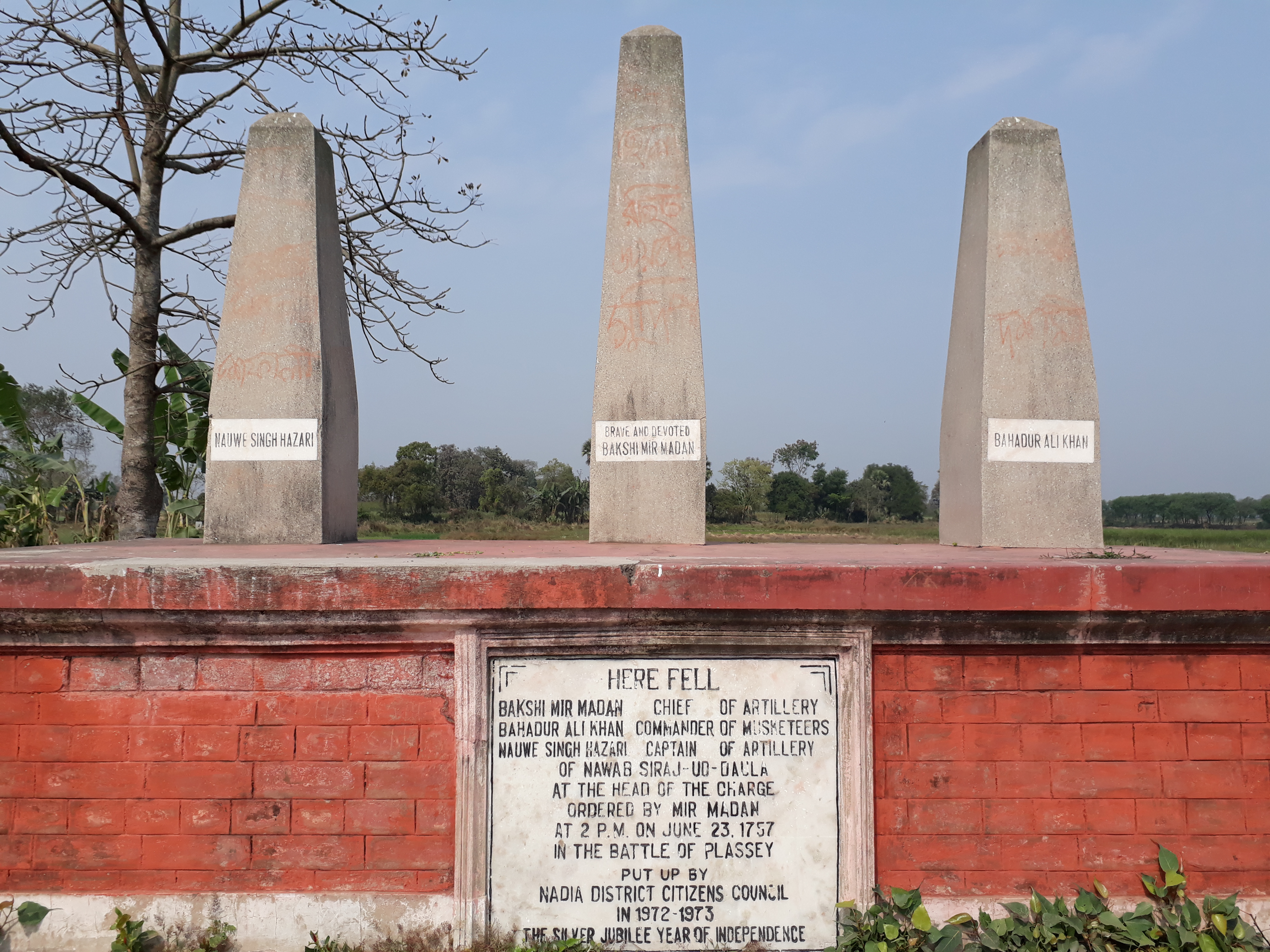
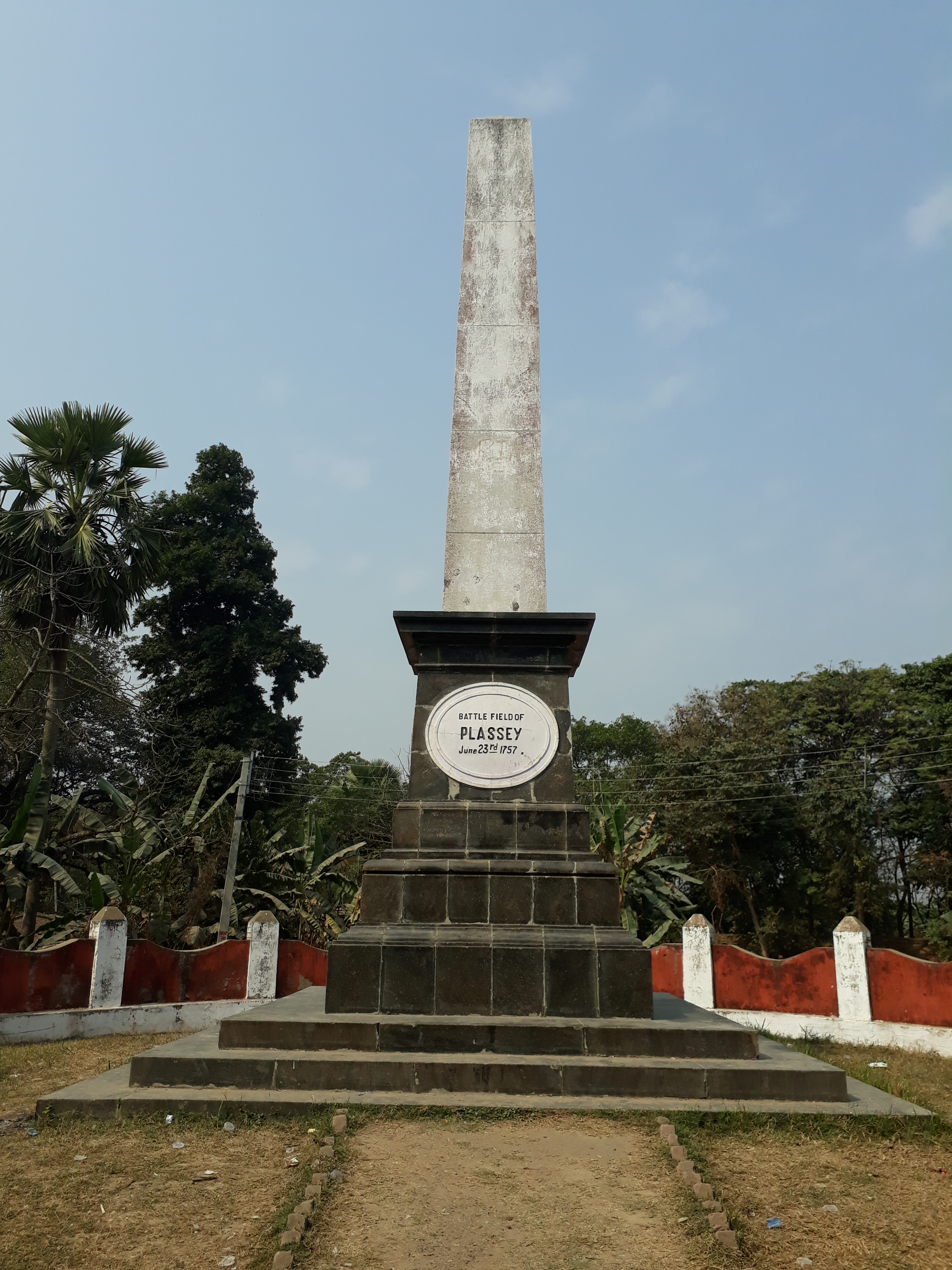
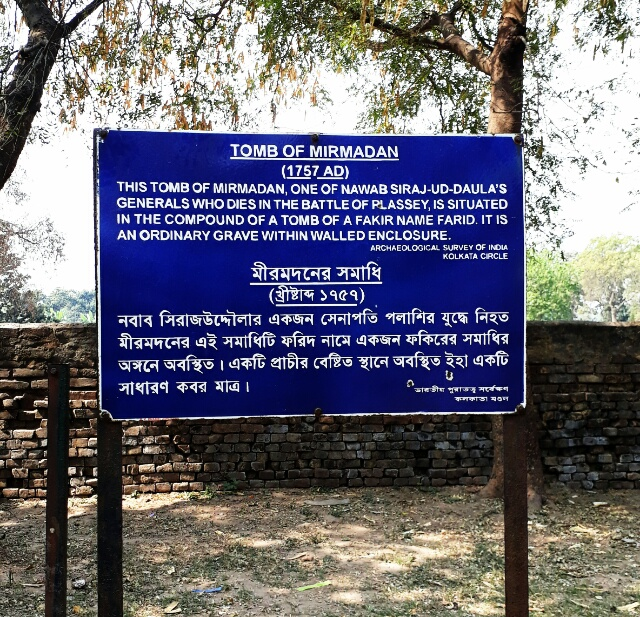